# Vivaldi (Browser)
Vivaldi ist ein Webbrowser des norwegischen Unternehmens Vivaldi Technologies, das Jon Stephenson von Tetzchner, Mitgründer und langjähriger Leiter von Opera Software, nach seinem Ausscheiden dort zur Entwicklung eines neuen Browsers 2013 gründete.
Vivaldi sollte den Funktionsumfang fortentwickeln, den Opera beim Wechsel vom HTML-Renderer Presto (Opera 12.15) zur WebKit-Abspaltung Blink (Opera 15) „radikal verringerte“. Vivaldi zielte damit auf die von Opera durch die neue Version hinterlassene Marktnische, setzte aus Kapazitätsgründen aber bei der Browser-Engine ebenso auf Blink, das unter anderen von Yandex, Samsung, Intel, Nvidia und Microsoft genutzt wird.

## Geschichte
Vivaldi begann als Online-Community, die die Website „My Opera“ nach deren Schließung durch Opera Software im März 2014 ersetzte. Jon Stephenson von Tetzchner war über die Entscheidung verärgert und davon überzeugt, dass diese Gemeinschaft den Browser erst zu dem gemacht hatte, was er war. Tetzchner startete darauf die Vivaldi-Community, die sich an registrierte Benutzer richtet und durch ein Internetforum, ein Blog sowie zahlreiche andere Webservices die Schließung von „My Opera“ ausgleichen sollte. Eine am 25. Februar 2015 eingerichtete Umfrage des Entwickler-Teams zur Priorisierung weiterer Funktionen war am 16. März von über 10.000 Lesern aufgerufen worden, zwei Monate später von über 20.000. Anfang September 2015 gehörten der Vivaldi-Community über 60.000 registrierte Benutzer an. In der Folgezeit wuchs die Zahl langsamer, aber stetig auf über 100.000 im Juli 2017.
Die erste Vorversion des neuen Browsers stellte Vivaldi Technologies mit Hilfe der Gemeinschaft am 27. Januar 2015 der Presse vor und machte sie ab 16. Februar öffentlich verfügbar. Bis zum 16. Juli folgten drei weitere „Technical Previews“, die Vivaldi Technologies selbst nicht als Beta-Version bezeichnete, obschon sie sehr stabil arbeiteten.
Am 25. Oktober wurde der wöchentliche „Snapshot“ als „Beta Candidate“ angekündigt, am 3. November folgte schließlich das erste offiziell als Beta bezeichnete Release. Ihm folgte kurz vor Weihnachten eine zweite Beta-Version. In seinem Blogeintrag dazu sah von Tetzchner Release 1.0 bereits nähergerückt („we are getting closer to a Vivaldi 1.0“), bevor er nach einer dritten und letzten Beta-Version Anfang März 2016 schließlich am 6. April 2016 im Blog erneut höchstselbst das Release 1.0 offiziell vorstellte. Ihm folgten im Verlauf des Jahres 2016 die Versionen 1.1 bis 1.6 und im Jahr darauf die Versionen ab 1.7. Nach knapp zweieinhalb Jahren erreichte Vivaldi im September 2018 die Version 2.0.
Vivaldi ist proprietäre, kostenlos nutzbare Software (Freeware). Finanziert wird der Browser durch Einbindung von Standard-Suchmaschinen und Lesezeichen der Unternehmen. In Anlehnung an die Ziele der Open-Source-Bewegung sind große Teile des Quellcodes öffentlich verfügbar. Julien Picalausa beschreibt die Verteilung 2020 wie folgt: 92 % Open Source von Chromium, 3 % Open-Source-Anpassungen und 5 % UI Closed-Source-Code.

## Rezeption
Die Fachpresse verfolgte das neue Projekt des langjährigen Opera-Chefs von Tetzchner von Beginn an aufmerksam und bedachte die Vorstellung der ersten, bereits lauffähigen, „Technical Preview 1“ genannten Vorversion des neuen Webbrowsers am 27. Januar 2015 in vielen Medien der IT- und Software-Branche mit Artikeln. Die Leitmedien hingegen registrierten Vivaldi anfangs nur am Rande.
Nachdem im Juli 2015 die bereits umfangreiche Vorversion „Technical Preview 4“ erschienen war, präsentierte der Focus am 2. August 2015 Vivaldi als „spannenden Newcomer“ in einem von Chip Online übernommenen „großen Browser-Test“ neben den Marktführern Mozilla Firefox, Google Chrome und Internet Explorer.
Die am 3. November 2015 veröffentlichte erste Beta-Version erfuhr fünf Tage später auch die Beachtung der Bild in einem Testbericht, der Funktionen und Möglichkeiten, aber auch Grenzen des Browsers aufzeigte und Aussagen Jon Stephenson von Tetzchners gegenüber der Redaktion wiedergab.
Der Hersteller gab bereits für die erste Vorversion 400.000 Abrufe in einer Woche an, kurz darauf über eine halbe Million in zehn Tagen. Im Mai 2016 nannte von Tetzchner in einem Interview „derzeit rund eine Million aktive Nutzer pro Monat“; als nächstes Ziel sah er „ein paar Millionen Nutzer, um aus den roten Zahlen zu kommen.“
Ein Test der Chip im April 2016 pries zwar die Funktionen und Möglichkeiten der Individualisierung an, mahnte aber dennoch vor zu viel Euphorie.
In einem Test aus dem Frühjahr 2019 kam die Computer Bild zu dem Fazit, dass der Browser einen durchaus positiven Eindruck mache. Um das volle Potenzial ausschöpfen zu können, müsse der Nutzer sich aber intensiv mit dem Browser beschäftigen, so das Ergebnis des Tests.

## Funktionen

### Anpassbares Design
Vivaldi hat ein sehr reduziertes Design mit Navigationssymbolen sowie ein Farbthema, das sich passend zu den Farben des Favicons der besuchten Website ändert. Der Browser erlaubt es Nutzern, die Darstellung von Elementen der Benutzerschnittstelle sowie die Hintergrundfarbe, das Design, die Adressleiste und die Position der Tabs aber auch die Menüs anzupassen. Nach Aussage des Unternehmensgründers von Tetzchner hat Vivaldis große Anpassbarkeit viel Anteil am Erfolg.
Schon mit der zweiten Vorversion („Technical Preview 2“) wurde es zudem ermöglicht, Erweiterungen aus Google Chromes „Web Store“ zu nutzen. Damit ist es beispielsweise möglich, Vivaldi um Funktionen wie Werbeblocker, RSS und Sprachübersetzungsservice zu ergänzen, die in der Grundausstattung ebenso wie bei anderen Browsern ursprünglich fehlten.

### Bedienungsfunktionalitäten
Vivaldi ermöglicht eine umfangreiche Organisation der besuchten Websites. So ist es möglich, Tabs in Gruppen zu „stapeln“ und als „Kacheln“ anzuordnen sowie diese über das Kontextmenü gemeinsam zu behandeln, zum Beispiel zu verschieben, zu löschen oder Lesezeichen für alle Seiten der Gruppe zu speichern. Darüber hinaus besteht nicht nur die übliche Möglichkeit, Lesezeichen für Webadressen zu speichern, sondern Notizen dazu zu machen und diese mit Screenshots von Webseiten zu versehen. Außerdem können diese in mehrstufige individuelle Ordnerhierarchien einsortiert werden. URL können zudem als „Schnellwahl“ auf Schnellzugriffsordnern gespeichert werden und „Quick Commands“ dazu nutzen, Lesezeichen, Chronik, offene Tabs und Einstellungen zu durchsuchen. Vivaldi basiert auf Web-Technologien wie HTML5, Node.js, React.js sowie zahlreichen NPM-Modulen. Seit dem „Technical Preview 4“ unterstützt Vivaldi für das Wechseln zwischen Tabs und die Keyboardaktivierung auch Mausgesten.

### Synchronisation
Der Browser ist für Windows, MacOS, Linux und Android verfügbar. Die mit einem privaten Passwort Ende-zu-Ende-verschlüsselte Synchronisation von Lesezeichen, Browserverlauf, Passwörter und Einstellungen wurde mit Version 1.13 experimentell und mit Version 1.15 offiziell eingeführt.

### E-Mail-Client, Feed-Reader, Adressbuch, Kalender
Vivaldi enthält auch einen Mail-Client samt Feed-Reader, Adressbuch und Kalender. Er erinnert in Funktion und Bedienung an den alten Mail-Client von Opera bis Version 12 in technisch aktualisierter Form. Der Mail-Client unterstützt IMAP und POP3, aber keine Alias-Adressen.

### Datenschutz
Vivaldi verfügt über einen eingebauten Tracker- und Werbe-Blocker, der sich an der Funktionalität von uBlock Origin anlehnt und neben dem Import von externen Regelsätzen auch das Erstellen eigener Regeln gestattet. Vivaldi gibt an, keine Daten zu sammeln, arbeitet als Standard nicht mit Google als Suchmaschine, kann Vorschlagfunktionen abschalten und unterstützt einen privaten Modus. Über die Einrichtung verschiedener Nutzer-Profile können verschiedene Anwendungsbereiche auch datenmäßig getrennt werden.

### Sonstige Funktionen
Vivaldi verfügt über einen internen Notizblock, der Markdown und automatische Screenshots samt Adressspeicherung der Seite unterstützt. Er besitzt zusätzlich eine Screenshotfunktion und ein Sessionmanagement. Ergänzt wird dies durch die chromiumtypischen Entwicklerwerkzeuge und den Taskmanager.

### Künftige Funktionen
In einem Interview ließ COO Tatsuki Tomita verlauten, dass auch an einer eigenen Erweiterungsplattform für seinen Browser gearbeitet werde. Möglichkeiten zur Datenkompression besitzt Vivaldi wegen fehlender Infrastruktur derzeit noch nicht.

### Proxy
Vivaldi kann unter Windows einen in Windows eingestellten Proxyserver nutzen. Eine eigene Proxy-Einstellung ist nicht vorgesehen. Damit verhält sich der Browser wie Opera ab Version 15; beide basieren auf Chromium.

## Versionen

### Desktop
Vivaldi Technologies gab bereits den ersten veröffentlichten und „Technical Preview“ genannten Vorversionen des neuen Browsers die Hauptversionsnummer „1“ und Unterversionsnummer „0“, womit üblicherweise die erste fertige Version eines Programms bezeichnet wird (siehe Tabelle unten).
Seitdem wurde und wird auf der Vivaldi-Website die jeweils aktuelle „Hauptversion“ im sogenannten „stable channel“ für Windows zum unmittelbaren Download per Mausklick angeboten. Über den Zwischenschritt einer Download-Seite gelangt man auch zu anderen „stabilen“ Versionen, z. B. für andere Betriebssysteme bzw. 32- und 64-Bit-Versionen.
Zugleich wurden von Beginn an, jedoch auf der Community-Website vivaldi.net, etwa im Wochenrhythmus fortentwickelte sogenannte „Snapshots“ herausgegeben, allerdings mit der Sicherung eines, wenn auch abschaltbaren, Blockers zur Verhinderung der automatischen Ausführung von Flash-Inhalten einer Website.
Schon die Vorversionen wurden neben den beiden Windows-Versionen für 32- und 64-Bit-Rechner auch für macOS sowie in vier Linux-Versionen (Debian-Paket und RPM-Paket, jeweils für 32- und 64-Bit-Rechner) veröffentlicht. Auch das erste Beta-Release wurde von Beginn an für alle genannten Plattformen zur Verfügung gestellt. Die Installationsdateien der Previews umfassten anfangs etwa 35 (Windows-32-Bit) bzw. 40 MiB (Windows-64-Bit), inzwischen gut 40 bzw. gut 47 MiB.

#### Versionsgeschichte Desktop-Browser
| Version                                                                            | Build    | Bezeichnung          | Veröffentlichung   | Anmerkungen |
| ---------------------------------------------------------------------------------- | -------- | -------------------- | ------------------ | --- |
| 1.0                                                                                | < 94.2   | Technical Preview 1  | 27. Januar 2015    | in Fachmedien weithin beachtet; Build 94.2 verfügbar ab 16. Februar                                                                                   |
| 1.0                                                                                | 118.19   | Technical Preview 2  | 5. März 2015       | Erweiterungen aus Google Chromes „Web Store“ nutzbar                                                                                                  |
| 1.0                                                                                | 162.9    | Technical Preview 3  | 27. April 2015     | funktionell erweiterte Vorversion |
| 1.0                                                                                | 219.50   | Technical Preview 4  | 16. Juli 2015      | umfangreiche Vorversion; von Chip Online mit Firefox, Chrome und Internet Explorer im Test verglichen, den mit Focus ein Leitmedium übernahm          |
| 1.0                                                                                | 303.52   | Beta                 | 3. November 2015   | erste Beta genannte Version, in der Bild mit Testbericht bedacht                                                                                      |
| 1.0                                                                                | 344.37   | Beta 2               | 17. Dezember 2015  | durch Jon Stephenson von Tetzchner selbst im Teamblog vorgestellt                                                                                     |
| 1.0                                                                                | 403.24   | Beta 3 (Latest Beta) | 4. März 2016       | offizielles Release 1.0 in Kürze angekündigt |
| 1.0                                                                                | 435.40   | Stable-finale 1.0    | 6. April 2016      | durch von Tetzchner selbst vorgestellt„letzte Version für Windows XP/Vista, sie wird nicht mehr aktualisiert“                                         |
| 1.1                                                                                | 453.47   | Release 1.1          | 25. April 2016     | funktionell erweitertes Release 1.1 |
| 1.1                                                                                | 453.59   | Stable 1.1           | 13. Mai 2016       | nach kleinem Security-Update letzte Version 1.1 |
| 1.2                                                                                | 490.35   | Release 1.2          | 2. Juni 2016       | funktionell erweitertes Release 1.2 |
| 1.2                                                                                | 490.43   | Stable 1.2           | 17. Juni 2016      | nach kleinem Update letzte Version 1.2 |
| 1.3                                                                                | 551.30   | Release 1.3          | 11. August 2016    | funktionell erweitertes Release 1.3 |
| 1.3                                                                                | 551.38   | Stable 1.3           | 24. August 2016    | nach Update letzte Version 1.3 |
| 1.4                                                                                | 589.11   | Release 1.4          | 7. September 2016  | funktionell erweitertes Release 1.4 |
| 1.4                                                                                | 589.38   | Stable 1.4           | 1. Oktober 2016    | nach Update letzte Version 1.4 |
| 1.5                                                                                | 658.44   | Release 1.5          | 22. November 2016  | funktionell erweitertes Release 1.5 |
| 1.5                                                                                | 658.56   | Stable 1.5           | 6. Dezember 2016   | nach kleinem Update letzte Version 1.5 |
| 1.6                                                                                | 689.34   | Release 1.6          | 14. Dezember 2016  | funktionell erweitertes Release 1.6 |
| 1.6                                                                                | 689.40   | Stable 1.6           | 19. Dezember 2016  | nach kleinem Update letzte Version 1.6 |
| 1.7                                                                                | 735.46   | Release 1.7          | 8. Februar 2017    | funktionell erweitertes Release 1.7 (Updatesuchergebnis blieb „neueste Version“)                                                                      |
| 1.7                                                                                | 735.48   | Stable 1.7           | 13. Februar 2017   | nach Update allein im Installer letzte Version 1.7 |
| 1.8                                                                                | 770.50   | Release 1.8          | 28. März 2017      | funktionell erweitertes Release 1.8 |
| 1.8                                                                                | 770.56   | Stable 1.8           | 10. April 2017     | nach kleinem Update letzte Version 1.8 |
| 1.9                                                                                | 818.44   | Release 1.9          | 26. April 2017     | funktionell erweitertes Release 1.9 |
| 1.9                                                                                | 818.50   | Stable 1.9           | 16. Mai 2017       | nach kleinem Update letzte Version 1.9 |
| 1.10                                                                               | 867.38   | Release 1.10         | 15. Juni 2017      | funktionell erweitertes Release 1.10 |
| 1.10                                                                               | 867.48   | Stable 1.10          | 11. Juli 2017      | nach kleinem Update letzte Version 1.10 |
| 1.11                                                                               | 917.39   | Release 1.11         | 10. August 2017    | funktionell erweitertes Release 1.11 |
| 1.11                                                                               | 917.43   | Stable 1.11          | 22. August 2017    | nach kleinem Update letzte Version 1.11 |
| 1.12                                                                               | 955.36   | Release 1.12         | 20. September 2017 | funktionell erweitertes Release 1.12 |
| 1.12                                                                               | 955.48   | Stable 1.12          | 27. Oktober 2017   | nach kleinem Update aktuelle Version 1.12 |
| 1.13                                                                               | 1008.32  | Release 1.13         | 21. November 2017  | funktionell erweitertes Release 1.13 |
| 1.13                                                                               | 1008.44  | Stable 1.13          | 16. Januar 2018    | nach kleinem Update aktuelle Version 1.13 |
| 1.14                                                                               | 1077.41  | Release 1.14         | 31. Januar 2018    | funktionell erweitertes Release 1.14 |
| 1.14                                                                               | 1077.60  | Stable 1.14          | 21. März 2018      | aktuelle Version 1.14 (neue Kooperation!) mit Standardsuche DuckDuckGo                                                                                |
| 1.15                                                                               | 1147.36  | Release 1.15         | 25. April 2018     | funktionell erweitertes Release 1.15 |
| 1.15                                                                               | 1147.64  | Stable 1.15          | 7. August 2018     | nach kleineren Updates aktuelle Version 1.15 |
| 2.0                                                                                | 1309.29  | Release 2.0          | 26. September 2018 | Neu: Synchronisation der Lesezeichen und Tools in der „productivity bar“; Tab-Management, Mausgestern-Navigation und Tastenkombinationen überarbeitet |
| 2.0                                                                                | 1309.37  | Stable 2.0           | 15. Oktober 2018   | nach kleineren Updates aktuelle Version 2.0 |
| 2.1                                                                                | 1337.51  | Release 2.1          | 22. November 2018  | Verbesserte Kurzbefehle, kleinere Updates |
| 2.2                                                                                | 1388.34  | Release 2.2          | 13. Dezember 2018  | verbesserte Bedienungshilfen, Navigation und Mediendarstellung                                                                                        |
| 2.3                                                                                | 1440.41  | Release 2.3          | 6. Februar 2019    | funktionell erweitertes Release 2.3 |
| 2.3                                                                                | 1440.61  | Release 2.3          | 14. März 2019      | nach kleineren Updates aktuelle Version 2.3 |
| 2.3                                                                                | 1440.... |                      | 2019               | |
| 2.4                                                                                | 1488.40  | Stable               | 16. April 2019     | Nutzerkonten |
| 2.5                                                                                | 1525.46  | Stable               | 23. Mai 2019       | Razer Chroma |
| 2.6                                                                                | 1566.49  | Stable               | 19. Juli 2019      | Verbesserungen in Privatsphäre und Datenschutz |
| 2.7                                                                                | 1628.33  | Stable               | 4. September 2019  | Soundkontrolle |
| 2.8                                                                                | 1664.44  | Stable               | 15. Oktober 2019   | Fehlerbehebungen, kleine Verbesserungen |
| 2.9                                                                                | 1705.41  | Stable               | 8. November 2019   | Verbesserungen im Menü, den Benachrichtigungseinstellungen und Leistung                                                                               |
| 2.10                                                                               | 1745.27  | Stable               | 17. Januar 2020    | gleicher User Agent wie Chrome, Anbindung an zeitabhängigen Hell-Dunkel-Wechsel des Systems                                                           |
| 2.11                                                                               | 1811.52  | Stable               | 3. April 2020      | Optimierung von Popout-Videos |
| 3.0                                                                                | 1874     | Stable               | 7. Mai 2020        | Android-Version, seitenspezifischer Add- und Trackingblocker                                                                                          |
| 3.1                                                                                | 1929     | Stable               | 12. Juni 2020      | Erweiterter Notizeditor, Synchronisation der Notizen                                                                                                  |
| 3.2                                                                                | 1967     | Stable               | 12. August 2020    | Verbesserter Bild-in-Bild-Modus |
| 3.3                                                                                | 2022     | Stable               | 7. September 2020  | Pausenmodus, Regelanpassung beim Adblocker, Brotkrumen-Navigation in URL-Zeile                                                                        |
| 3.4                                                                                | 2066     | Stable               | 15. Oktober 2020   | konfigurierbaren Kontextmenüs, automatisches Neuladen der Tabs                                                                                        |
| 3.5                                                                                | 2115.4   | Technical Preview 1  | 24. November 2020  | E-Mail, RSS, Kalender. |
| 3.5                                                                                | 2115.73  | Stable               | 8. Dezember 2020   | Teilen von URLs über integrierten QR-Generator, diverse Verbesserungen                                                                                |
| 4.0                                                                                | 2312.24  | Stable               | 9. Juni 2021       | Integrierter Übersetzer, Kalender, Mail und Feed-Reader                                                                                               |
| 5.0                                                                                | 2497.32  | Stable               | 2. Dezember 2021   | Theme Sharing, Übersetzungspanel mit automatischen Übersetzungen                                                                                      |
| 5.1                                                                                | 2526.3   | Latest Snapshots     |                    | Neue „Snapshots“ erscheinen in jeweils kurzen Zeitabständen                                                                                           |
| Legende:Alte VersionAktuelle VersionAktuelle Vorabversion Stand: 24. Dezember 2021 |          |                      |                    | |

### Mobile
Am 24. April 2020 wurde die erste stabile Version (3.0.1885.42) für Android veröffentlicht. Der Download des Android-Programmpakets zur Installation des Browsers ist sowohl über den Google Play Store, als auch direkt über die Herstellerseite möglich.

### Android Automotive
Am 22. Dezember 2021 wurde von Vivaldi der erste Browser für Android Automotive exklusiv für den Polestar 2 angekündigt.

## Datensammeln
Vivaldi vergibt eine den Nutzer identifizierende Nummer und sendet nach eigenen Angaben regelmäßig diverse anonymisierte Daten, u. a. einen Teil der IP-Adresse zur Geolokalisation, Bildschirmauflösung und CPU-Architektur an den eigenen Server.